# Жермен Нкешімана
Жермен Нкешімана (Germain Nkeshimana) (9 листопада 1959) — бурундійський педагог та дипломат. Надзвичайний і Повноважний Посол Бурунді.

## Життєпис
Народився 9 листопада 1959 року. Закінчив Педагогічний інститут у місті Кібімба та факультет психології та педагогіки Бурундійського університету.
У 1981—1983 рр. — викладач в педагогічному інституті в Кібімба і у Педагогічному ліцеї міста Мвейя.
До 1993 року радник Бюро з навчання та складання програм для середньої освіти.
У 1993—1994 рр. — генеральний директор Бурундійський агентства друку, після чого був призначений міністром інформації та речником уряду.
У 1995—1997 рр. — заступник генерального директора Служби міграції та відповідальний працівник Департаменту управління.
У 1997—1999 рр. — заступник генерального директора прикордонної служби, повітряної поліції і консульських справ.
З вересня 1999 по серпень 2000 рр. — Надзвичайний і Повноважний Посол Бурунді в Кенії.
У 2000—2006 рр. — Надзвичайний і Повноважний Посол Бурунді в РФ.

## Автор книг
- L'école qu'il faut pour le Burundi (2007)[3]
- Mon témoignage : ce qui n'est pas dit n'existe pas (2010)[4]
- Méditation sur notre civisme : appel citoyen aux agents de l'Etat du Burundi (2014)[5]